# Буюкли Антон Юхимович
Антон Юхимович Буюкли (1915, с. Олександрівка Якимівського району Запорізької області — 14 серпня 1945) — старший сержант Червоної Армії, учасник Радянсько-японської війни, Герой Радянського Союзу.

## Біографія
Антон Буюкли народився у 1915 році в селі Олександрівка (нині — Якимівський район Запорізькій області) в селянській родині. За національністю гагауз. Отримав початкову освіту, працював в колгоспі в рідному селі.
В 1941 році призваний на службу в Робітничо-селянську Червону Армію. Проходив службу на Далекому Сході. Відзначився під час визволення Сахаліну від японських військ у ході радянсько-японської війни. Старший сержант Антон Буюкли командував кулеметним розрахунком 165-го стрілецького полку 79-ї стрілецької дивізії 16-ї армії 2-го Далекосхідного фронту.
Полк Буюкли наступав в першому ешелоні радянських військ. 14 серпня 1945 року біля залізничної станції Котон (нині — селище Побєдине Смірниховського району Сахалінської області) наступаючі полкові підрозділи були зупинені сильним кулеметним вогнем з дзоту. Буюкли добровільно зголосився знищити дзот і поповз з гранатою до нього. На відстані десяти кроків він, отримавши важке поранення, зупинився, але знайшов у собі сили піднятися і закрити собою амбразуру дзоту. Ціною власного життя Буюклі забезпечив успіх бойових дій полку. Похований у селі Леонідово Поронайського району.
Указом Президії Верховної Ради СРСР від 6 травня 1965 року за «зразкове виконання бойових завдань командування на фронті боротьби з японськими мілітаристами та проявлені при цьому відвагу та геройство» старший сержант Антон Буюкли посмертно був удостоєний високого звання Героя Радянського Союзу. Також був нагороджений орденом Леніна. Навічно зарахований до списків особового складу військової частини.
Пам'ятник Буюкли встановлено в селі Володимирівка Якимівського району. На його честь названо лісопромисловий комбінат, радгосп, селище, залізнична станція в Сахалінській області, теплохід Міністерства Морського Флоту.